# گینتووکا

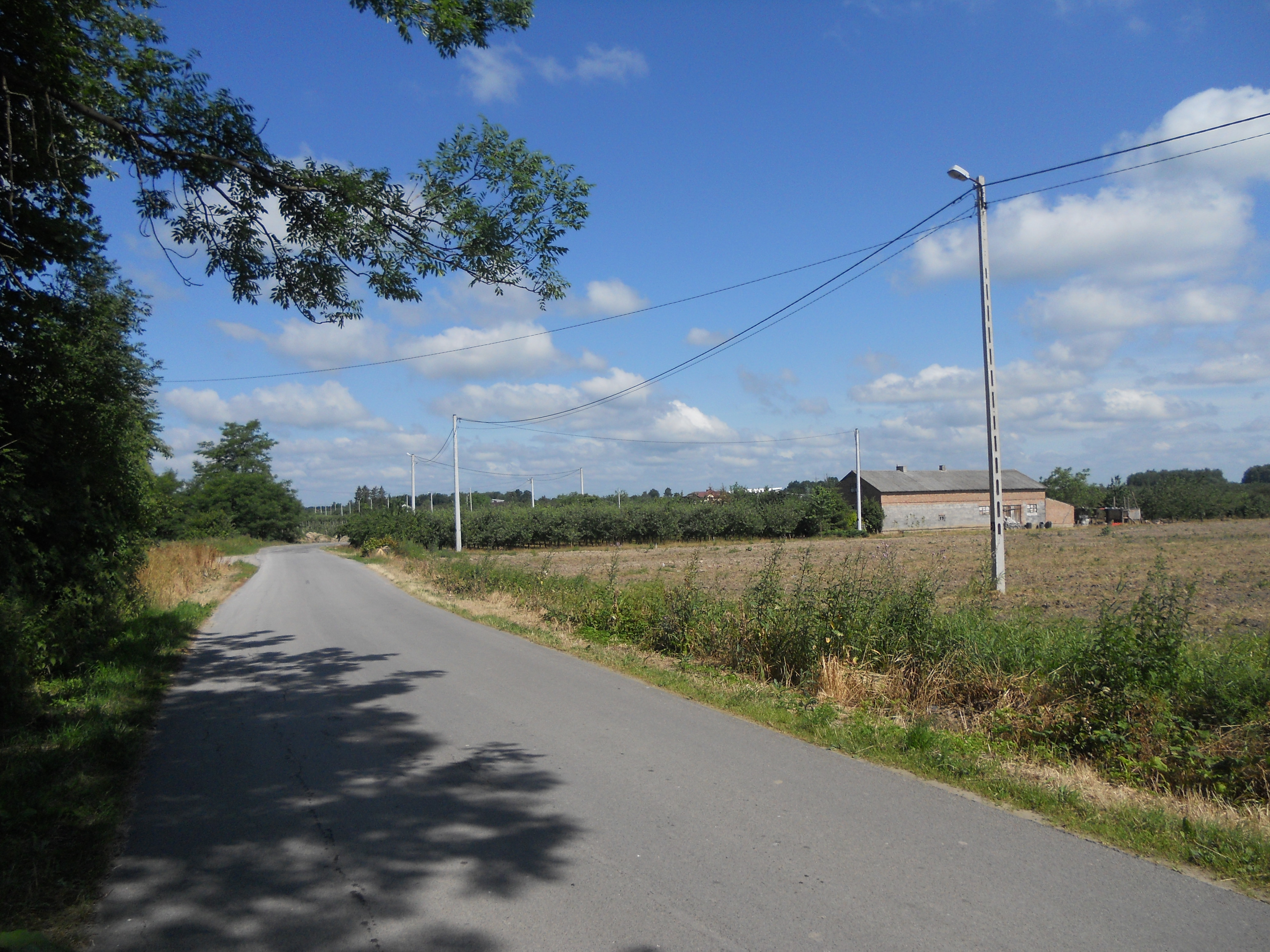
این تصویر در لهستان است

گینتووکا (به لاتین: Ginetówka) یک روستا در لهستان است که در گمینا پنگوه (استان ماسوویان) واقع شده‌است.